# Jaap Eden Trofee 1993
23 Jaap Eden Trofee 1993 was een schaatsmarathon. Het is de drieëntwintigste editie van de Jaap Eden Trofee die werd gehouden op zaterdag 22 oktober 1994 en plaatsvond op de Jaap Edenbaan in Amsterdam. De winnaar van de drieëntwintigste editie was bij de mannen Arnold Stam, het zilver was voor Edward Hagen en het brons voor Frans de Ronde. De winnaar van de negende editie bij de vrouwen Jolanda Grimbergen, het zilver was voor Carla Zijlstra en het brons voor Janneke Kriger-Dickhout.

## Podia
| Klasse              | Eerste             | Tweede         | Derde                   |
| ------------------- | ------------------ | -------------- | ----------------------- |
| Top-divisie mannen  | Arnold Stam        | Edward Hagen   | Frans de Ronde          |
| Top-divisie vrouwen | Jolanda Grimbergen | Carla Zijlstra | Janneke Kriger-Dickhout |

## Uitslag Top-divisie mannen[1]
| #      | Rijder                       | Nationaliteit | Ploeg | Ronde |
| ------ | ---------------------------- | ------------- | ----- | ----- |
| Goud   | Arnold Stam                  | Nederland     |       |       |
| Zilver | Edward Hagen                 | Nederland     |       |       |
| Brons  | Peter Baars                  | Nederland     |       |       |
| 4      | Fausto de Oliveira Marreiros | Nederland     |       |       |
| 5      | Jan Eise Kromkamp            | Nederland     |       |       |
| 6      | Lammert Huitema              | Nederland     |       |       |
| 7      | Henk Angenent                | Nederland     |       |       |
| 8      | Hans Pieterse                | Nederland     |       |       |
| 9      | Yep Kramer                   | Nederland     |       |       |
| 10     | Richard van Kempen           | Nederland     |       |       |
| 11     | Peter de Vries               | Nederland     |       |       |
| 12     | Helge Jasch                  | Nederland     |       |       |
| 13     | Andries Kasper               | Nederland     |       |       |
| 14     | Henri Ruitenberg sr.         | Nederland     |       |       |
| 15     | Conrad Alleblas              | Nederland     |       |       |
| 16     | Evert van Benthem            | Nederland     |       |       |
| 17     | Thomas Bos                   | Nederland     |       |       |
| 18     | Yoeri Takken                 | Nederland     |       |       |
| 19     | Arend Veenhof                | Nederland     |       |       |
| 20     | Arnold Gaasenbeek            | Nederland     |       |       |

## Uitslag Top-divisie vrouwen[2]
| #      | Rijder                  | Nationaliteit | Ploeg | Ronde |
| ------ | ----------------------- | ------------- | ----- | ----- |
| Goud   | Jolanda Grimbergen      | Nederland     |       |       |
| Zilver | Carla Zijlstra          | Nederland     |       |       |
| Brons  | Janneke Kriger-Dickhout | Nederland     |       |       |
| 4      | Lenie Dijkstra          | Nederland     |       |       |

1971 · 
1972 · 
1973 ·
1974 · 
1975 · 
1976 · 
1977 · 
1978 · 
1979 · 
1980 · 
1981 · 
1982 · 
1983 · 
1984 · 
1985 · 
1986 · 
1987 · 
1988 · 
1989 · 
1990 · 
1991 · 
1992 · 
1993 · 
1994 · 
1995 · 
1996 · 
1997 · 
1998 · 
1999 · 
2000 · 
2001 · 
2002 · 
2003 · 
2004 · 
2005 · 
2006 · 
2007 · 
2008 · 
2009 · 
2010 · 
2011 · 
2012 · 
2013 · 
2014 · 
2015 · 
2016 · 
2017 · 
2018 · 
2019 · 
2020 ·  
2021 · 
2022 · 
2023 · 
2024